# ۸۶ (عدد)
۸۶(هشتاد و شش) یک عدد طبیعی است که بعد از ۸۵ و قبل از ۸۷ قرار دارد.